# Kanton Imphy
Der Kanton Imphy ist seit 1985 ein französischer Wahlkreis im Arrondissement Nevers im Département Nièvre und in der Region Bourgogne-Franche-Comté; sein Hauptort ist Imphy.

## Gemeinden
Der Kanton besteht aus neun Gemeinden mit insgesamt 9753 Einwohnern (Stand: 1. Januar 2022) auf einer Gesamtfläche von 174,12 km²:
| Gemeinde             | Einwohner 1. Januar 2022 | Fläche km² | Dichte Einw./km² | Code INSEE | Postleitzahl |
| -------------------- | ------------------------ | ---------- | ---------------- | ---------- | ------------ |
| Béard                | 161                      | 7,71       | 21               | 58025      | 58160        |
| Druy-Parigny         | 303                      | 25,12      | 12               | 58105      | 58160        |
| Imphy                | 3.175                    | 16,62      | 191              | 58134      | 58160        |
| La Machine           | 3.213                    | 17,95      | 179              | 58151      | 58260        |
| Saint-Ouen-sur-Loire | 482                      | 23,71      | 20               | 58258      | 58160        |
| Sauvigny-les-Bois    | 1.413                    | 29,64      | 48               | 58273      | 58160        |
| Sougy-sur-Loire      | 590                      | 32,92      | 18               | 58280      | 58300        |
| Thianges             | 173                      | 12,80      | 14               | 58291      | 58260        |
| Trois-Vèvres         | 243                      | 7,65       | 32               | 58297      | 58260        |
| Kanton Imphy         | 9.753                    | 174,12     | 56               | 5809       | –            |

Bis zur landesweiten Neuordnung der französischen Kantone im März 2015 gehörten zum Kanton Imphy die sechs Gemeinden Chevenon, Gimouille, Imphy, Magny-Cours, Saincaize-Meauce und Sauvigny-les-Bois. Sein Zuschnitt entsprach einer Fläche von 146,81 km km2. Er besaß vor 2015 einen anderen INSEE-Code als heute, nämlich 5832.

## Bevölkerungsentwicklung
| Jahr                       | 1962 | 1968 | 1975 | 1982 | 1990 | 1999 | 2006 |
| Einwohner                  | 8721 | 9455 | 8974 | 9240 | 9191 | 8659 | 8295 |
| Quellen: Cassini und INSEE |      |      |      |      |      |      |      |